# Murat Yetkin

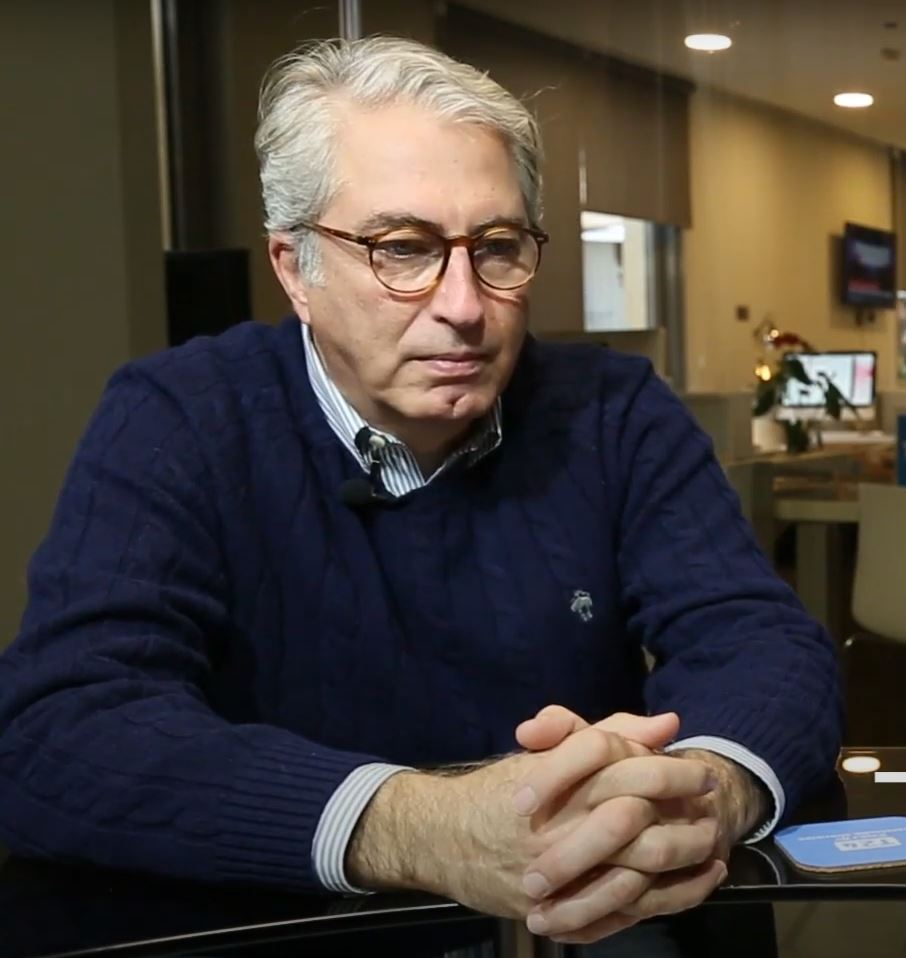
Murat Yetkin (2018)

Murat Yetkin (* 1959 in Gaziantep) ist ein türkischer Journalist und Chefredakteur der in Istanbul erscheinenden englischsprachigen Tageszeitung Hürriyet Daily News.

## Leben
Yetkin begann seine Laufbahn 1981 bei der von Bülent Ecevit herausgegebenen Zeitschrift Arayış und arbeitete später sowohl als Print- als auch als Fernsehjournalist; für türkische Medien (Sabah, Show TV und NTV) ebenso wie für internationale (BBC, Deutsche Welle und AFP). Im Jahr 2001 wurde er Leiter des Hauptstadtbüros der Tageszeitung Radikal in Ankara. Auch nachdem er 2011 auf den Posten der Chefredakteurs der ebenfalls zur Mediengruppe Doğan gehörenden Hürriyet Daily News wechselte, blieb er der Radikal bis zu ihrer Schließung im März 2016 als Autor erhalten.
Heute erscheinen seine Kolumnen auf Englisch in der Hürriyet Daily News und auf Türkisch in der Hürriyet. Er gilt als einer profundesten Kenner der türkischen Außenpolitik und wird mit seinen Kommentaren und Analysen häufig in internationalen Medien zitiert.